# Soe Win
Soe Win (Taunggyi, 10 de maio de 1947 – Yangon, 12 de outubro de 2007) foi um militar e político da Birmânia, que ocupou o cargo de primeiro-ministro de seu país entre 2004 e 2007.

### Ascensão a primeiro ministro
Soe Win foi nomeado primeiro-ministro pelo presidente do Conselho Estatal de Paz e Desenvolvimento Than Shwe em 19 de outubro de 2004. Soe Win sucedeu Khin Nyunt. Khin Nyunt foi posteriormente condenado por um tribunal especial de acusações de corrupção e sentenciado a 44 anos de prisão.
Como secretário-1 no CEPD e primeiro-ministro, Soe Win foi o terceiro na estrutura de liderança sob o general sênior Than Shwe e o vice-presidente do SPDC, vice-general sênior Maung Aye. Como membro sênior do CEPD, Soe Win era próximo a Than Shwe, e os dois homens estavam de acordo com os "projetos de construção nacional", que incluíam a construção de barragens, estradas e pontes.[citação necessária]
Com sua nomeação como primeiro-ministro, ele adotou uma linha mais dura contra a reforma política do que seu antecessor imediato, Khin Nyunt.[citação necessária]

### Problemas de saúde e morte
Em março de 2007 Soe Win foi internado em um hospital privado em Singapura. O governo manteve segredo sobre a natureza de sua doença, embora tenha sido noticiado na mídia que ele sofria de leucemia. Ele retornou à Birmânia em 3 de maio de 2007, mas voltou a Singapura no final daquele mês. A embaixada da Birmânia em Singapura disse que ele estava sendo tratado por um "problema sério de saúde". Em abril de 2007,[citação necessária] tenente-general Thein Sein foi nomeado primeiro-ministro interino na ausência de Soe Win. Em 1º de outubro de 2007, na esteira dos protestos antigovernamentais, Soe Win voltou para a Birmânia. Sua condição foi relatada como "muito doente" e ele foi internado em um hospital militar em Mingalardon Township, Rangoon.[citação necessária]

A morte de Soe Win foi oficialmente anunciada pelas autoridades militares em 12 de outubro. Ele morreu no Hospital Mingalardon, aos 60 anos, de leucemia.[citação necessária]